# Alfredo Torero
Alfredo Augusto Torero Fernández de Córdova (Huacho (Peru), 10 september 1930 - Valencia (Spanje), 19 juni 2004) was een Peruaanse antropoloog en linguïst. Zijn roem werd in 1964 gevestigd met het verschijnen van zijn "Los dialectos quechuas" ("De dialecten van het Quechua"), dankzij hetwelke hij vaak gezien wordt als de grondlegger van de linguïstiek van de Andes, waarbij hij onder meer ook een belangrijke plaats inruimde voor etnische en culturele aspecten in het taalonderzoek. Behalve het Quechua onderzocht hij onder andere ook het Aymara en de uitgestorven talen Mochica en Pukina.
De interesse van Torero voor de linguïstiek werd gewekt toen hij tijdens zijn verblijf als student op het internaat van het Colegio Nacional de Nuestra Señora de Guadalupe ontdekte hoe gevarieerd de 'talen' waren die zijn medestudenten uit alle uithoeken van Peru spraken. Hij studeerde vervolgens letteren en sociale wetenschappen aan de Universidad Nacional Mayor de San Marcos te Lima en behaalde een doctoraat aan de Sorbonne te Parijs op basis van een proefschrift over het Pukina.
Terug in Peru stortte hij zich niet alleen opnieuw op het lesgeven en onderzoek aan zijn 'oude' universiteit, maar zette hij zich ook steeds meer en krachtiger in voor organisaties van 'boeren' (hoofdzakelijk Andes-indianen) en Amazone-indianen die het recht claimden op behoud van de eigen taal en cultuur. In de tachtiger jaren ontwikkelde hij zich vooral tot gewaardeerd academicus en vervulde hij van 1985-1990 de functie van conrector aan de universiteit.
In 1990 werd Torero (volgens velen onterecht) opgepakt onder verdenking deel uit te maken van de terroristische organisatie Sendero Luminoso en ontvluchtte hij zijn vaderland om er nooit meer terug te kunnen keren vanwege een staand arrestatiebevel. Nadat hij in Nederland politiek asiel kreeg kon hij zich uiteindelijk vestigen in het Spaanse Valencia.
Kort voor het verschijnen van zijn standaardwerk over het Quechua in 1964 had zijn conculega Gary Parker in 1963 een vergelijkbare classificatie van de Quechuatalen gepubliceerd. Aangenomen wordt dat, hoewel beide classificaties tot vrijwel identieke resultaten komen, deze onafhankelijk van elkaar tot stand zijn gekomen. Deze classificatie van de (vele) verschillende taalvarianten in de Quechua-taalfamilie wordt ook vandaag nog als toonaangevend gezien. Een opvallend resultaat van het onderzoek van Torero was de vaststelling dat de oorsprong van het Quechua niet nabij de Inca-hoofdstad Cuzco gezocht moet worden, maar in de regio Lima.

## Publicaties
- "Los dialectos quechuas". Anales Científicos de la Universidad Agraria, 2, pp. 446-478. Lima, 1964.
- "Lingüística e historia de la Sociedad Andina", Anales Científicos de la Universidad Agraria, VIII, 3-4. Lima, 1970.
- El quechua y la historia social andina. Lima, Universidad Ricardo Palma. 240 p., 1974.
- "La familia lingüística quechua". En: Pottier, Bernard (ed.) América Latina en sus lenguas indígenas. Caracas; Monte Avila Editores, C.A. pp. 61-92., 1983.
- "El comercio lejano y la difusión del quechua. El caso del Ecuador". Revista Andina, pp. 367-402, Cusco, 1984.
- "Áreas toponímicas e idiomas en la sierra norte peruana: un trabajo de recuperación lingüística". En: Revista Andina, pp. 217-257, Cusco, 1986.
- "Procesos lingüísticos e identificación de dioses en los Andes centrales". En: Revista Andina, pp. 237-263, Cusco, 1990.
- "Los sibilantes del quechua yunga y del castellano en el siglo XVI". En: Calvo Pérez, Julio (ed) Estudios de lengua y cultura amerindias I,  Valencia: Universidad de Valencia, Departamento de teoría de los lenguajes, p. 241-254, 1994.
- "Entre Roma y Lima: El Lexicón quichua de fray Domingo de Santo Tomás [1560]". En: Zimmermann, Klaus (ed). La descripción de las lenguas amerindias en la época colonial (Bibliotheca Ibero-Americana, 63), pp. 271-290. 1997.
- "El marco histórico-geográfico en la interacción quechua-aru". En: Dedenbach-Salazar Sáenz, Sabine; Arellano Hoffmann, Carmen; König, Eva; Prümers, Heiko (ed) 50 años de estudios americanistas en la Universidad de Bonn: nuevas contribuciones a la arqueología, etnohistoria, etnolingüística y etnografía de las Américas = 50 years americanist studies at the University of Bonn: new contributions to the archaeo (Bonner Amerikanistische Studien, 30 / Estudios americanistas de Bonn, 30), pp. 601-630. 1998.
- Idiomas de los Andes. Lingüística e historia. Lima, IFEA. 565 p. 2002.

- Bibsys: 9008835
- Gemeinsame Normdatei: 130546739
- International Standard Name Identifier: 0000 0001 1440 7301
- Library of Congress Control Number: no2003016536
- Nederlandse Thesaurus van Auteursnamen: 245617892
- Système universitaire de documentation: 08193534X
- Virtual International Authority File: 30648809
- WorldCat: E39PBJB8rDDgd3gpVchKqMqbBP